# 拉达克-巴尔蒂语群
拉达克–巴尔蒂语群或西部藏语支是藏语一支，分布在印度拉达克地区和巴基斯坦吉尔吉特-巴尔蒂斯坦省。除巴尔蒂语和普里吉语外，其他语言间均不能互通，使用者自己认为这些是不同的语言。
- 拉达克语(拉达克)
- 藏斯卡语 (拉达克)
- 普里吉语 (拉达克)
- 巴尔蒂语 (吉尔吉特-巴尔蒂斯坦省、拉达克)
- 羌塘语 (拉达克)

原始西部藏语构拟方案有Backstrom (1994)。